# Израел на Европском првенству у атлетици у дворани 2015.
Израел је учествовао на 33. Европском првенству у дворани 2015 одржаном у Прагу, Чешка, од 5. до 8. марта. Ово је било дванаесто европско првенство у дворани од 1992. године од када је Израел први пут учествовао. Репрезентацију Израела представљала су 4 такмичара (1 мушкарац и 3 жене) који су се такмичили у 4 дисциплине.
На овом првенству Израел је делио 23 место по броју освојених медаља са 1 бронзаном медаљом. У табели успешности према броју и пласману такмичара који су учествовали у финалним такмичењима (првих 8 такмичара) Израел је са 1 учесником у финалу заузео 25 место са 6 бодова.
| Пл. | Земља  | 1. место | 2. место | 3. место | 4. место | 5. место | 6. место | 7. место | 8. место | Бр. фин. Бод. |
| --- | ------ | -------- | -------- | -------- | -------- | -------- | -------- | -------- | -------- | ------------- |
| 25. | Израел | –        | –        | 1 - 6    | –        | –        | –        | –        | –        | 1 - 6         |

## Учесници
| Мушкарци: - Доналд Санфорд — 400 м | Жене: - Олга Ленски — 60 м - Ma'ayan Shahaf — Скок увис - Ана Књазјева-Миненко — Троскок |  |

## Освајачи медаља (1)

### Бронза (1)
- Ана Књазјева-Миненко — Троскок

## Резултати

### Мушкарци
| Атлетичар      | Дисциплина | Лични рекорд | Квалификације | Квалификације | Полуфинале      | Полуфинале      | Финале               | Финале               | Детаљи |
| Атлетичар      | Дисциплина | Лични рекорд | Резултат      | Место         | Резултат        | Место           | Резултат             | Место                | Детаљи |
| -------------- | ---------- | ------------ | ------------- | ------------- | --------------- | --------------- | -------------------- | -------------------- | ------ |
| Доналд Санфорд | 400 м      | 46,46 НР     | 46,81 КВ      | 1.у гр. 4     | дисквалификован | дисквалификован | није се квалификовао | није се квалификовао |        |

### Жене
| Атлетичарка          | Дисциплина | Лични рекорд | Квалификације | Квалификације | Полуфинале            | Полуфинале            | Финале                | Финале       | Детаљи |
| Атлетичарка          | Дисциплина | Лични рекорд | Резултат      | Место         | Резултат              | Место                 | Резултат              | Место        | Детаљи |
| -------------------- | ---------- | ------------ | ------------- | ------------- | --------------------- | --------------------- | --------------------- | ------------ | ------ |
| Олга Ленски          | 60 м       | 7,51         | 7,51 =ЛР      | 6. у гр. 2    | Није се квалификовала | Није се квалификовала | Није се квалификовала | 29 / 37 (38) |        |
| Ma'ayan Shahaf       | Скок увис  | 1,90         | 1,87 ЛРС      | 15.           |                       |                       | Није се квалификовала | 15 / 22      |        |
| Ана Књазјева-Миненко | Троскок    | 14,31        | 14,40 НР      | 1.            | 14,49 НР              |                       |                       |              |        |